# William Mueller
William Theodore Mueller (10 de septiembre de 1980) es un luchador profesional estadounidense más conocido por el nombre de Trevor Murdoch. Actualmente trabaja para la National Wrestling Alliance.
Mueller ha trabajado para las empresas Total Nonstop Action Wrestling (TNA) y World Wrestling Entertainment (WWE). 
Mueller ha sido una vez campeón mundial tras ser Campeón Mundial Peso Pesado de la NWA. También fue tres veces el Campeón Mundial en Parejas junto a Lance Cade y  donde ganó una vez el Campeón Nacional de la NWA.

## Carrera

### Comienzos
Rhodes comenzó su carrera en Central States Wrestling Alliance (Alianza Central de Lucha), en el área de Misuri, en 1997. Rhodes después se mudó a World League Wrestling (WLW) y Harley Race's Wrestling Academy campamento de entrenamiento en 1999 y comenzó su carrera de luchador en WLM el 11 de abril de 2000. Rhodes ganó el WLW Heavyweight Championship derrotando a Meng. Él se hizo un nombre el mismo como parte de The Dupps, un equipo hillbilly consistiendo en los hermanos kayfabe, Stan Dupp (Rhodes) y Bo Dupp. como equipo, The Dupps lucharon en Ohio Valley Wrestling (OVW) y Total Nonstop Action Wrestling (TNA). En OVW, Rhodes hizo equipo con Lance Cade bajo su nombre real. el equipo fue conocido como TNT. Rhodes firmó con la World Wrestling Entertainment en junio de 2005.

### World Wrestling Entertainment (2005-2008)

#### 2005-2006

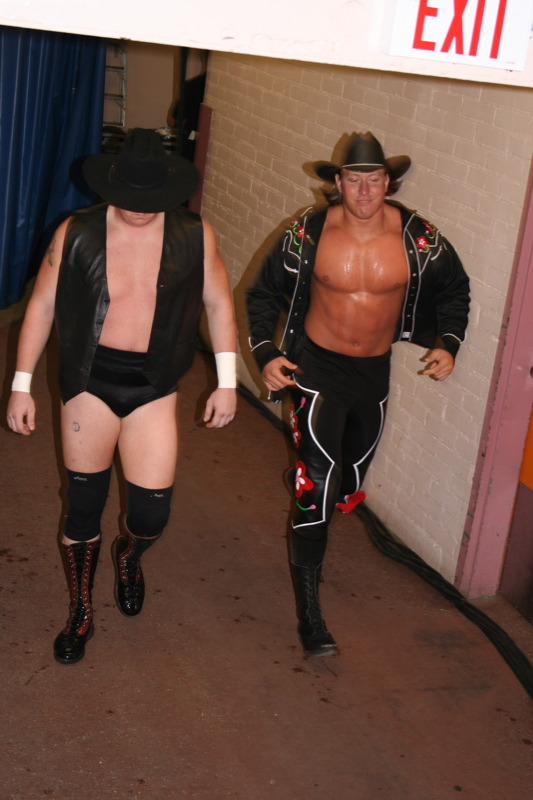
Murdoch (izquierda) junto a Lance Cade en 2005

El 22 de agosto de 2005 debutó en la WWE, haciendo equipo con Lance Cade, luchando bajo el nombre de Trevor Murdoch. Ambos formaron una pareja llamada Cade & Murdoch, llevando el gimmick de vaqueros. Cade y Murdoch ganaron su primera lucha el 5 de septiembre de 2005 en RAW, en la cual derrotaron a los Campeones Mundiales en Parejas de la WWE The Hurricane & Rosey en una lucha no titular, pero en Unforgiven les volvieron a derrotar, ganando los títulos, el cual lo perdieron en Taboo Tuesday ante The Big Show & Kane.

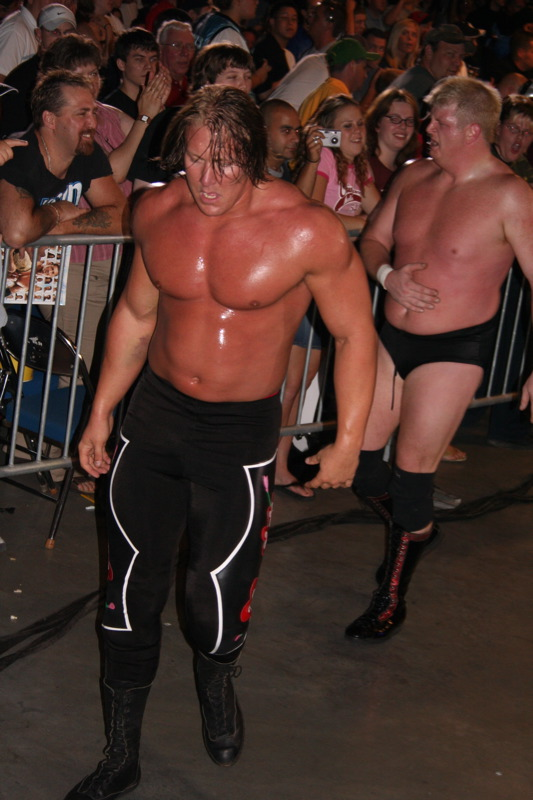
Murdoch (derecha) con su compañero de equipo, Lance Cade.

Después de romper con Cade, se mudó a competencias individuales en Heat, normalmente ganando la mayoría de las luchas mientras aun aparecía pocas veces en RAW. También tuvo un feudo corto contra The Heart Throbs en HEAT el cual lo involucro derrotándolos a ambos en luchas individuales y ganando un lugar para él 2006 Royal Rumble, aunque no ganó.
Tuvo un corto feudo con Goldust pero no le ganó. entonces tuvo un feudo con goldust y su compañero de equipo Snitsky. Esto le hizo tener ayuda de su excompañero Lance Cade para ganar las luchas y reunir su equipo.
Cade y Murdoch reformaron su equipo, con Cade teniendo un nuevo look con pelo negro largo. En la edición de RAW del 4 de septiembre, Murdoch y Cade perderían la oportunidad de ser el equipo contendiente número 1 al campeonato de equipo en Unforgiven 2006. Los Highlanders ganaron la lucha cuando le hicieron una cuenta de 3 a Charlie Haas quien hacía equipo con Víscera. Murdoch y Cade unieron fuerzas con Edge para atentar contra D-Generation X (Triple H y Shawn Michaels).

#### 2007–2008
En New Year's Revolution participaron en una Tag Team Turmoil Match por una oportunidad a los Campeonato Mundial en Parejas logrando eliminar a The World's Greatest Tag Team, pero fueron finalmente derrotados por Cryme Tyme. El 12 de marzo en RAW recibieron una oportunidad por el Campeonato Mundial en Parejas frente a John Cena & Shawn Michaels, pero no lograron ganar. En WrestleMania 23 fue uno de los leñadores en el Dark Match que ocurrió entre Carlito & Ric Flair contra Chavo Guerrero & Gregory Helms.
Al día siguiente en RAW junto a Cade participó de una Battle Royal por los Campeonatos Mundiales en Parejas, siendo el último equipo eliminado por The Hardys. Esto dio inicio a una rivalidad con The Hardys, enfrentándolos por los títulos en Backlash donde perdieron. Tras esto Cade y Murdoch comenzaron a sentir un gran respeto por The Hardys, alabando sus capacidades en el ring, lo que formó una alianza entre ambos equipos convirtiéndolos de esta manera por primera vez en Faces. A pesar de la alianza, Cade y Murdoch enfrentaron nuevamente a The Hardys por los campeonatos en Judgment Day siendo derrotados. En la edición del 4 de junio de RAW, a Cade y Murdoch se les fue dada otra oportunidad por los títulos frente a The Hardys, combate que lograron ganar convirtiéndose por segunda vez en Campeones Mundiales en Parejas. Cuando Cade le hizo la cuenta de 3 a Jeff Hardy, el pie de Jeff estaba en la cuerda pero Murdoch lo quitó sin que el árbitro se diera cuenta. Después de la lucha, cuando Matt Hardy discutía con Cade y Murdoch sobre el controversial final del combate, ellos atacaron a Matt y Jeff con los títulos, convirtiéndose en Heel de nuevo. En Vengeance: Night of Champions defendieron su título exitosamente frente a The Hardys.
Poco después de ganar los títulos, comenzaron una rivalidad con Cryme Tyme (JTG & Shad), quienes incluso les robaron parte de sus pertenencias para luego venderlas al público. Sin embargo la rivalidad acabó apresuradamente luego de que estos fueran despedidos el 2 de septiembre. Al mismo tiempo mantuvieron una rivalidad con Paul London & Brian Kendrick, a quienes vencieron en el Dark Match de SummerSlam. El 5 de septiembre perdieron los títulos frente a London & Kendrick en un House Show en Sudáfrica,, aunque lograron recuperarlos tres días más tarde en otro House Show. En Unforgiven defendieron exitosamente los títulos nuevamente ante Paul London & Brian Kendrick. En No Mercy, Cade, Murdoch & Mr. Kennedy derrotaron a London, Kendrick & Jeff Hardy. En Survivor Series retuvieron los títulos frente a Cody Rhodes & Hardcore Holly. Sin embargo el 10 de diciembre en el 15° aniversario de RAW perdieron los títulos frente a Rhodes & Holly. La semana siguiente en RAW tuvieron su revancha por los títulos, pero Rhodes & Holly les derrotaron nuevamente. Poco después Lance Cade se lesionó el hombro, dejando a Murdoch como un luchador individual por un tiempo.
El 14 de enero en RAW enfrentó a Shawn Michaels en un combate clasificatorio al Royal Rumble Match, pero fue vencido. El 4 de febrero en la emisión de RAW, Cade hizo su retorno junto a Murdoch enfrentando a Cody Rhodes & Hardcore Holly en un combate no titular, pero fueron derrotados. 
Participó en la Batalla Real de 24 Hombres en WrestleMania XXIV junto con su compañero, pero los dos fueron eliminados. En la edición de WWE RAW, del 12 de mayo de 2008, Lance Cade y Trevor Murdoch, aparecieron en escena. Lance Cade golpeó a Murdoch, ya que este se puso a cantar. Así desapareció el equipo de Murdoch y Cade. Los dos se enfrentaron en la edición del 2 de junio de Raw, con Cade obteniendo la victoria.
En WWE Supplemental Draft 2008 fue transferido desde RAW a Smackdown!. A los pocos días, el 3 de julio de 2008 fue despedido por la WWE; siendo desconocida la razón por el despido, ya que Michael Hayes tenía buenos planes para él.

### Circuito independiente (2008, 2010-2011, 2013-2018)

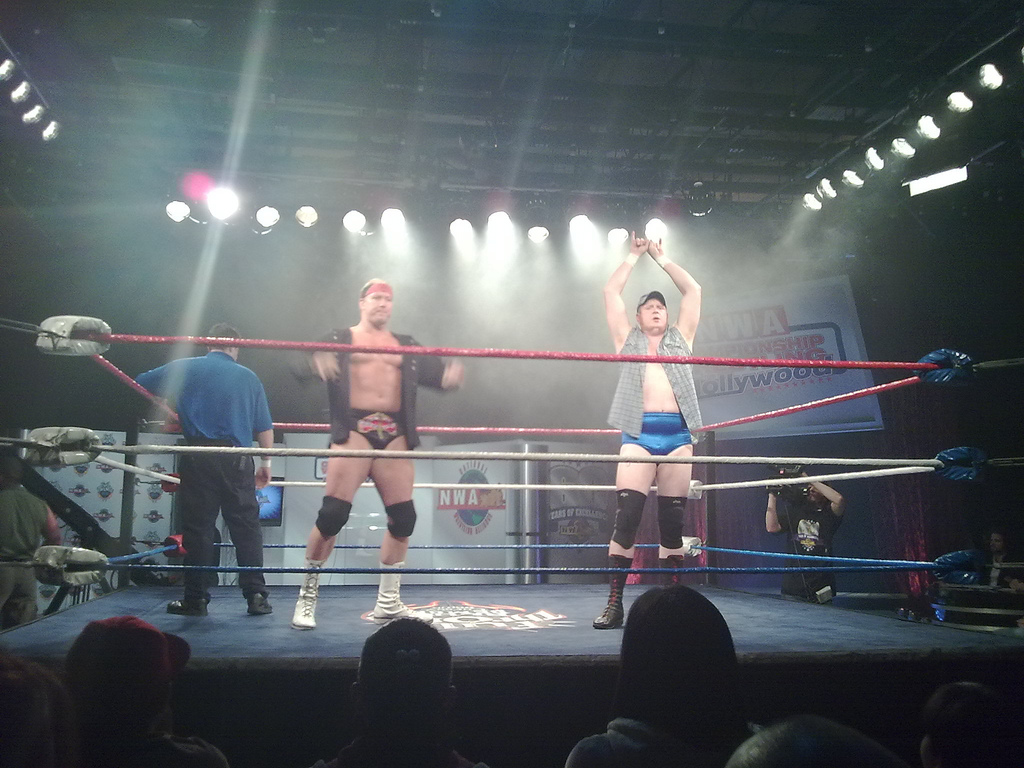
Lance Cade and Trevor Murdoch at NWA Showcase

El 9 de julio de 2008, IWA Mid-South anunció que Mueller lucharía contra Insane Lane como Trevor Murdock en su show Gory Days 4 el 26 de julio en Sellersburg, Indiana, seguido de un combate contra Nick Gage en Put Up o Shut Up 2008 el 16 de agosto en Portage, Indiana. El 24 de agosto, Trevor Murdock perdió en un intento por capturar el Campeonato Mundial Peso Pesado de la NWA de manos de Brent Albright. Lance Cade fue liberado de su contrato con la WWE el 14 de octubre de 2008 y menos de una semana después, Cade y Murdoch comenzaron a aceptar reservas juntos como un equipo en el circuito independiente, incluido IWA-Mid South. El 18 de octubre, Murdoch regresó a la World League Wrestling enfrentándose a Chris Masters y Go Shiozaki en un combate por el Campeonato de Peso Pesado de la WLW. Murdoch participó en el Torneo Revolution Strong Style y la Copa Candido y perdió ambos. Murdoch hizo varias apariciones para Championship Wrestling de Hollywood antes de unirse a Total Nonstop Action Wrestling y continuó haciendo apariciones independientes mientras firmaba con TNA.
En 2010, después de dejar TNA, Murdoch derrotó a Trent Stone en un combate de correas de cuero por el Campeonato de peso pesado de WLW y ganó el Campeonato de peso pesado de MPW en octubre. Perdió el Campeonato de peso pesado de MPW ante Derek Stone a principios de 2011 y eventualmente dejaría vacante el Campeonato de peso pesado de WLW. En marzo, Murdoch realizó una gira por Pro Wrestling Noah y tuvo una oportunidad en el GHC Heavyweight Championship. En noviembre de 2011, Murdoch participó en la Global League 2011 de Noah en el bloque B. Obtuvo ocho puntos pero eso no fue suficiente para pasar a la siguiente etapa. En diciembre de 2011, Murdoch participó en el proyecto de India de TNA, Ring Ka King bajo el nombre de Roscoe Jackson.
El 4 de mayo de 2013, bajo el nombre de ring Trevor Murdoch se enfrentó a Mitch Paradise en un esfuerzo perdedor. El 5 de mayo de 2013, Murdoch y Heather Patera derrotaron a Dan Jesser y Shelly Martinez en una lucha por equipos mixtos. El 23 de agosto de 2014, Murdoch compitió por el título de Heavy on Wrestling pero perdió ante Lance Hoyt en una lucha a tres. El 7 de septiembre, Murdoch se enfrentó a Nate Redwing en un esfuerzo perdedor. El 17 de enero de 2015, Murdoch se enfrentó a Derek McQuinn en un esfuerzo perdedor. El 15 de febrero, Murdoch perdió un partido de 3 vías contra Blake Edward Belakis. El 5 de abril, Murdoch se enfrentó a Jonathan Gresham en un esfuerzo perdedor. El 18 de abril, Murdoch y Leland Race se enfrentaron a Derek McQuinn y Steve Fender en el torneo de semifinales en parejas que terminó en un no concurso. Mueller anunció su retiro de la lucha libre en 2018.

### Total Nonstop Action (2009)
Mueller debutó en la Total Nonstop Action Wrestling (TNA) el 23 de abril de 2009 en TNA Impact! bajo el nombre de "The Outlaw" Jethro Holliday, haciendo equipo con Eric Young en un torneo por ser los contendientes número uno del Campeonato Mundial en Parejas de la TNA, derrotando a No Limit (Naito & Yujiro), pero siendo derrotados el 7 de mayo por Beer Money, Inc.. En la siguiente semana perdió en un "I Quit Match" contra Booker T y el 18 de junio en un "Clockwork Orange House of Fun match" contra Raven. El 13 de agosto cambió a heel al atacar a Abyss con una silla de acero, ayudando a Dr. Stevie. En Hard Justice perdió ante Abyss y después de la lucha, cambió de nuevo a face al atacar a Stevie. Desde entonces, ha sido usado como un Jobber ante luchadores como Bobby Lashley o Daniels. El 11 de noviembre de 2009 fue despedido.

### Ring Ka King (2012)
Mueller debutó para Ring Ka King bajo el nombre de Roscoe Jackson y el 4 de febrero de 2012, Jackson, Jimmy Rave y Zema Ion derrotaron a Broadway, Hollywood e Isaiah Cash en una lucha por equipos de seis hombres. El 12 de febrero, Jackson perdió ante "The Outlaw" Isaiah Cash. en las grabaciones del 25 de febrero, Jackson se enfrentó al estadounidense Adonis en un esfuerzo perdedor. El 26 de febrero, Jackson estaba en el guante de contendientes # 1 por el partido de oro ganado por Sir Brutus Magnus. El 17 de marzo, Jackson derrotó a Isaiah Cash. En las grabaciones del 31 de marzo, Jackson perdió una revancha contra Isaiah Cash. En las grabaciones del 8 de abril, Jackson estuvo en la batalla real de contendientes # 1 por el título de peso pesado ganado por Mahabali Vera. El 23 de abril en las grabaciones finales de la promoción Jackson, Chavo Guerrero Jr, Mahabali Veera, Matt Morgan y Pagal Parinda derrotaron a RDX (Abyss, Deadly Danda, Scott Steiner, Sir Brutus Magnus y Sonjay Dutt) en una lucha por equipos de diez hombres. 

### National Wrestling Alliance (2019–presente)
Murdoch salió de su retiro en 2019 y apareció en la primera grabación de NWA Powerrr. En su primer partido perdió ante Ricky Starks. Interrumpió la entrevista posterior al partido de Starks y lo felicitó, estableciéndose como un rostro. Más tarde, cortó su propia promoción, indicando que deseaba ganar un contrato con la NWA. Luego saldría victorioso en los combates contra Jocephus y Caleb Konley, y perdería en una salida competitiva contra el actual campeón mundial de peso pesado de la NWA, Nick Aldis en un combate sin título. El 29 de septiembre de 2020, Murdoch derrotó a Aron Stevens para ganar el Campeonato Nacional de Peso Pesado de la NWA. En NWA: Back For The Attack, derrotó a Chris Adonis por rendición y retuvo el Campeonato Nacional de la NWA.
En el Power emitido el 29 de abril, fue derrotado por Chris Adonis perdiendo el Campeonato Nacional de la NWA, terminando con un reinado de 175 días.
En NWA 73th Anniversary Show, derrotó a Nick Aldis en un Title vs. Career Match ganando el Campeonato Mundial Peso Pesado de la NWA por primera vez.
En Hard Times 2, derrotó a Mike Knox reteniendo el Campeonato Mundial Peso Pesado de la NWA.
En NWA Powerrr Trip, fue derrotado por Matt Cardona perdiendo así el Campeonato Mundial Peso Pesado de la NWA, terminando con un reinado de 167 días.

## En lucha
- Movimientos finales

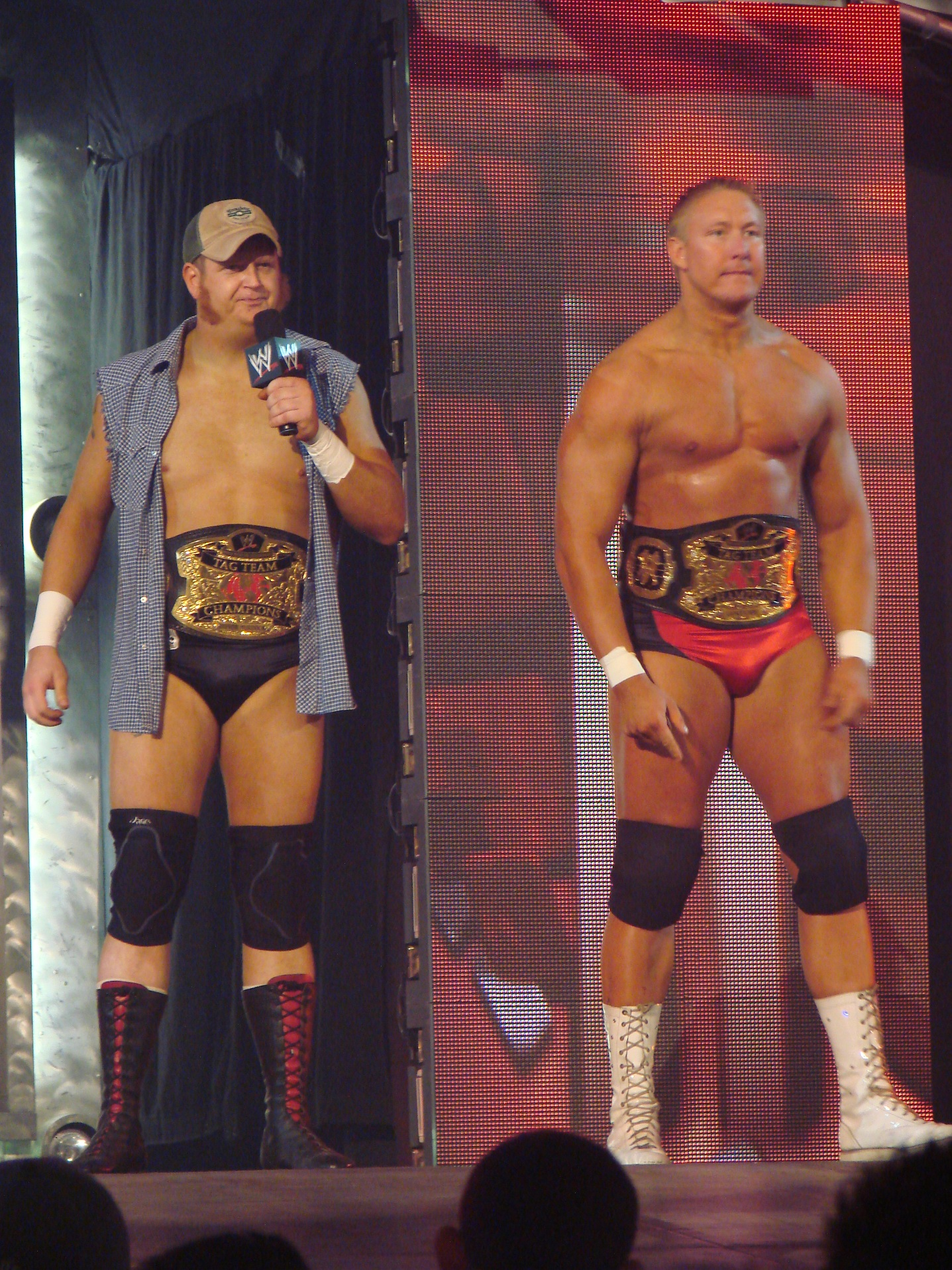
Murdoch, a la izquierda, como Campeón Mundial en Parejas junto a Lance Cade.

  - Ace of Spades (Sunset flip powerbomb) - 2007-2009
  - Diving bulldog
  - Snap DDT

- Movimientos de firma
  - Boston crab
  - Headlock
  - Jawbreaker
  - Lariat
  - Leg drop
  - Reverse STO
  - Running big boot
  - Running elbow drop
  - Sitout full nelson slam
  - Spinning inverted atomic drop
  - Spinning sitout spinebuster

- Apodos
  - The Outlaw

## Campeonatos y logros
- National Wrestling Alliance

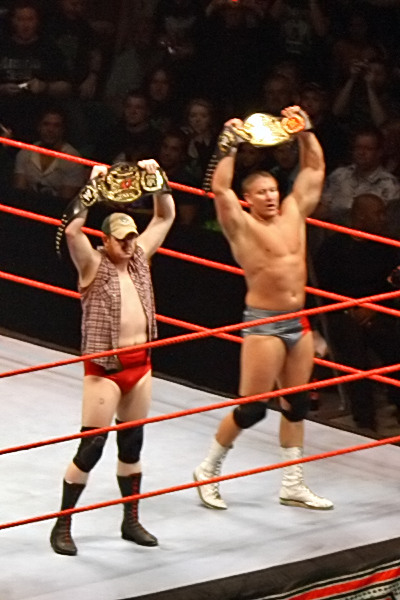
Murdoch (left) and Lance Cade were three-time World Tag Team Champions in WWE.

  - NWA World Heavyweight Championship (2 veces)
  - NWA National Championship (1 vez)
  - NWA World Tag Team Championship (1 vez, actual) - con Mike Knox
  - Crockett Cup (2023) – con Mike Knox
  - Champions Series Tournament (2021) – con Jax Dane, Jennacide, The Masked Mystery Man y Colby Corino[26][27]

- WildKat Wrestling
  - WildKat Sports Heavyweight Championship (1 vez)[28]

- World League Wrestling
  - WLW Heavyweight Championship (4 veces)
  - WLW Tag Team Championship (3 veces) - con Bull Schmitt (1) y Wade Chism (2)

- World Wrestling Entertainment
  - World Tag Team Championship (3 veces) - con Lance Cade

- Pro Wrestling Illustrated
  - Situado en el Nº322 en los PWI 500 de 2012[29]
  - Situado en el Nº389 en los PWI 500 de 2020
  - Situado en el Nº78 en los PWI 500 de 2021
  - Situado en el Nº75 en los PWI 500 de 2022.